# 신안조역
신안조역(일본어: 新安城駅)은 일본 아이치현 안조시에 위치한 나고야 철도의 철도역이다. 나고야 본선의 소속역이며, 이 역을 기 · 종점으로 하는 니시오 선 등 2개의 노선이 운행되고 있다. 역 번호는 NH 17이며, 섬식 승강장 3면 6선의 구조를 갖춘 지상역이다.

## 타는 곳
| 1 | ■ 니시오 선   | -    | 니시오 · 기라요시다 · (가마고리) 방면           | 당 역 시발                                   |
| 2 | ■ 니시오 선   | -    | 니시오 · 기라요시다 · (가마고리) 방면           | 통상은 이 승강장부터                         |
| 3 | ■ 나고야 본선 | 하행 | 나고야 · 기후 · 이누야마 · 쓰시마 방면          | 대피선, 니시오 선으로부터의 직통 열차도 발착 |
| 4 | ■ 나고야 본선 | 하행 | 나고야 · 기후 · 이누야마 · 쓰시마 방면          | 본선                                         |
| 5 | ■ 나고야 본선 | 상행 | 히가시오카자키 · 도요하시 · 도요카와이나리 방면 | 본선                                         |
| 6 | ■ 나고야 본선 | 상행 | 히가시오카자키 · 도요하시 · 도요카와이나리 방면 | 대피선                                       |

## 이용 현황
| 연도 | 1일 평균 승차 인원 |
| ---- | ------------------ |
| 1998 | 16,173             |
| 2002 | 16,026             |
| 2003 | 16,231             |
| 2004 | 16,901             |
| 2005 | 17,213             |
| 2006 | 17,454             |
| 2007 | 17,916             |
| 2008 | 18,386             |
| 2009 | 17,739             |
| 2010 | 18,023             |
| 2011 | 18,353             |
| 2012 | 18,968             |
| 2013 | 19,683             |
| 2014 | 19,990             |
| 2015 | 21,020             |

## 역 주변
- 국도 제1호선

## 인접 역
| 나고야 철도 나고야 본선            | 나고야 철도 나고야 본선    | 나고야 철도 나고야 본선          |
| ---------------------------------- | -------------------------- | -------------------------------- |
| NH 13 히가시오카자키 도요하시 방면 | ■ 특급                     | 지류 NH 19 메이테쓰기후 방면     |
| NH 13 히가시오카자키 도요하시 방면 | ■ 급행                     | 지류 NH 19 메이테쓰기후 방면     |
| NH 15 야하기바시 도요하시 방면     | ■ 준특급                   | 지류 NH 19 메이테쓰기후 방면     |
| NH 16 우토 도요하시 방면           | ■ 보통                     | 우시다 NH 18 메이테쓰기후 방면   |
| 나고야 철도 니시오선               |                            |                                  |
| 시·종착역                          | ■ 특급 · ■ 급행 · ■ 준특급 | 미나미안조 GN 02 기라요시다 방면 |
| 시·종착역                          | ■ 보통                     | 기타안조 GN 01 기라요시다 방면   |